# Fuck You!
Fuck You! bzw. F**k You! (auch Forget You!) ist ein Neo-Soul-Song und Nummer-eins-Hit des US-amerikanischen Musikers CeeLo Green aus seinem 2010 erschienenen Album The Lady Killer. Das Lied wurde von Green und Bruno Mars geschrieben und produziert. Das Musikvideo zur Single hatte am 19. August 2010 bei YouTube Weltpremiere. Die Radioversion des Liedes heißt Forget You! oder F You! Auf der Remixversion zum Lied rappt 50 Cent.
Am 10. Oktober 2010 debütierte Fuck You! unter den Alternativtiteln als „UK Censored Version“ auf Platz 1 der britischen Charts. Damit setzte CeeLo Green seinen Erfolg im Vereinigten Königreich fort, Forget You! ist dort sein zweiter Nummer-eins-Hit, nachdem er mit Gnarls Barkley und dem Titel Crazy ebenfalls Platz 1 erreichte. In den amerikanischen Billboard Hot 100 erreichte die Single Platz 2.
Im deutschsprachigen Raum wird die Single unter dem Titel F**k You! vertrieben.

## Rezeption
Jonathan Fischer schrieb in der Zeit unter anderem: „Dass der Mann inzwischen weiß, wie man Massenappeal buchstabiert, beweist die mehr als 20 Millionen Mal im Internet angeklickte Vorabsingle Fuck You! Keine handelsübliche Obszönität, sondern der Aufschrei eines verlassenen Liebhabers, der seine Ex mit neuem Freund im Ferrari vorbeirauschen sieht: ‚Er ist für dich eine X-Box / ich bin nur ein Atari‘. Sarkastisch verpackt Green die Tragödie einer unerwiderten Leidenschaft in einen unwiderstehlichen Fingerschnipper; selbst der Motown-Chef Berry Gordy käme wohl kaum umhin, anzuerkennen, dass der Song Mitpfeifqualitäten hat.“
Im Weserkurier schrieb Jochen Overbeck: „Ein Song, der erfrischend witzig das Haben beziehungsweise Nicht-Haben von Geld thematisiert – vor allem aber einer, der zeigt, wie die Musikwelt im Jahr 2010 funktioniert. Ohne jede Promotion und fast ausschließlich durch Verbreitung in den einschlägigen sozialen Netzwerken wurde der Song innerhalb weniger Tage zum Hit.“ [...] Cee Lo schreibe Popsongs: „Nicht allzu ausufernde Stücke, die Soul haben, die an die Großen der 60er- und 70er-Jahre erinnern.“

## Liveauftritte
Green führte dieses Lied mit einer rein weiblichen Band namens Scarlet Fever (Scharlach) bei
Taratata,
Reeperbahn Festival,
Later with Jools Holland,
BBC Radio,
der Late Show with David Letterman,
Saturday Night Live
und vielen anderen Veranstaltungen auf. Außerdem trat Green am 13. Februar 2011 bei den 53. Grammy Awards mit Gwyneth Paltrow und den Muppets auf.
Am 15. Februar führte Greens das Lied bei den BRIT Awards 2011 zusammen mit Paloma Faith auf.

## Kommerzieller Erfolg

### Chartplatzierungen
| ChartsChartplatzierungen       | Höchstplatzierung | Wochen |
| ------------------------------ | ----------------- | ------ |
| Deutschland (GfK)              | 11 (22 Wo.)       | 22     |
| Österreich (Ö3)                | 5 (17 Wo.)        | 17     |
| Schweiz (IFPI)                 | 13 (18 Wo.)       | 18     |
| Vereinigte Staaten (Billboard) | 2 (48 Wo.)        | 48     |
| Vereinigtes Königreich (OCC)   | 1 (43 Wo.)        | 43     |

| ChartsJahrescharts (2010)    | Platzierung |
| ---------------------------- | ----------- |
| Deutschland (GfK)            | 97          |
| Vereinigtes Königreich (OCC) | 12          |

### Auszeichnungen für Musikverkäufe
| Land/Region                  | Auszeichnungen für Musikverkäufe (Land/Region, Auszeichnung, Verkäufe) | Verkäufe  |
| ---------------------------- | ---------------------------------------------------------------------- | --------- |
| Australien (ARIA)            | 3× Platin                                                              | 210.000   |
| Dänemark (IFPI)              | Platin                                                                 | 30.000    |
| Kanada (MC)                  | 4× Platin                                                              | 320.000   |
| Neuseeland (RMNZ)            | Platin                                                                 | 15.000    |
| Österreich (IFPI)            | Gold                                                                   | 15.000    |
| Vereinigte Staaten (RIAA)    | 7× Platin                                                              | 7.000.000 |
| Vereinigtes Königreich (BPI) | 3× Platin                                                              | 1.800.000 |
| Insgesamt                    | 1× Gold · 19× Platin ·                                                 | 9.390.000 |